# Корвин, Тамара
Тамара Зиновьевна Корвин (настоящая фамилия Дворкина; 24 июля 1943, Новосибирск — 14 мая 2012, Санкт-Петербург) — русскоязычная писательница, активная участница диссидентского движения.

## Биография
Родилась в Новосибирске, куда её мать и брат переехали из Минска в ходе эвакуации. Позже семья вернулась в Минск, где Тамара поступила в музыкальную школу. На первом курсе минской консерватории Тамара Корвин была арестована белорусским КГБ за участие в диссидентском движении. По счастливой случайности и благодаря заступничеству В. И. Петрова, Корвин избежала ареста, но была вынуждена на непродолжительное время прервать обучение в консерватории. Викентий Пухов в мемуарах рассказывает, что в минском диссидентском кружке «власть и порядок ругали без стеснения. Взяли их в тот момент, когда они ехали в поезде на встречу в Москву с такими же „кружковцами“. В результате [Тамара Корвин] была исключена из консерватории, комсомола и больше года работала монтажницей на радиозаводе». В СССР практика запрета на профессию рутинно применялась КГБ и партийными органами в отношении активных представителей диссидентского движения.
Переехав в Ленинград в 1964 году, Корвин в 1968 году закончила Ленинградскую Государственную консерваторию им. Римского-Корсакова. Работала в Оперном театре Алма-Аты, преподавательницей в музыкальном училище г. Прокопьевска Кемеровской области и музыкальной школы при ленинградском Доме офицеров (1971—1985), оператором в газовой котельной.
С 1980-х годов Корвин публикуется в самиздате. В ленинградском журнале «Часы» опубликованы повести «Крысолов», «Монолог», «Победитель», «Самозванец». Повесть «Крысолов» опубликована в московском журнале «Согласие» (1993) и антологии «Коллекция» под редакцией Бориса Иванова (СПб., 2003). Также опубликовала философские и критические эссе о творчестве Бродского, Элиота и других авторов. Некоторые из произведений Тамары Корвин трудны для чтения и требуют специальной подготовки, но заслужили высокое признание критиков.
В середине 1970-х годов Тамара Корвин перешла в католицизм в результате влияния настоятельницы ордена сестёр-доминиканок монастыря Св. Сикста в Риме. Переписка Корвин с настоятельницей монастыря на итальянском языке сохранилась до наших дней.
Получила премию Андрея Белого в 1983 году. Умерла в 2012 году в Санкт-Петербурге, где и похоронена на Серафимовском кладбище вместе с родителями.

## Критические оценки
В предисловии к антологии «Коллекция» Михаил Берг обращает внимание на протестно-эскапистский характер прозы Корвин. Советская действительность для писательницы — «лишь сон разума»: 
…признаки современности столь незначительны, что идея противопоставления подлинного (вневременного) и настоящего (сиюминутного, преходящего) становится доминирующей. Только опьянев, герой начинает говорить современным сниженным языком…
Андрей Урицкий отмечает: 
…лауреат Премии Андрея Белого Тамара Корвин, автор повести «Крысолов», в которой, подобно Евгению Шварцу или тому же Горину, дает вариацию на тему классического сказочного сюжета. Корвин рассматривает столкновение художника с властью, толпы с музыкой, смешивая реалии современного мира со стилизованным европейским городским пейзажем прошлых веков.
Дмитрий Волчек в 1984 году в журнале «Часы» («Речь о Тамаре Корвин») писал:
…книги Корвин — одно из самых ярких явлений неофициальной литературы последнего десятилетия. Диапазон этой прозы колоссален, бесконечна цепь ассоциаций: здесь и пражская школа: Айзенрайх, Мейринк, и знаменитые швейцарцы: Макс Фриш и Дюрренматт, и Восток… 

## Семья
Отец — З. Я. Дворкин — советский военачальник, начальник военно-строительного управления Ленинградского фронта (1943—1945 гг.), генерал-лейтенант инженерно-технической службы (1962).
Брат — В. З. Дворкин — советский и российский учёный и военный деятель, доктор технических наук, профессор, генерал-майор, заслуженный деятель науки РФ.
В браке не состояла, детей нет.

## Публикации
- Парадокс (рассказ, журнал «Часы» № 23, 1980)
- Наследник (рассказ, журнал «Часы» № 23, 1980)
- Каникулы (рассказ, журнал «Часы» № 23, 1980)
- Монолог (повесть, журнал «Часы» № 32, 1981)
- Император (рассказ, журнал «Часы» № 39, 1982)
- Победитель (повесть, журнал «Часы» № 42, 1983)
- Случай (рассказ, журнал «Часы» № 44, 1983)
- Самозванец (повесть, журнал «Часы» № 67, 1987)